# Бенингтон (Вермонт)
Бенингтон (енгл. Bennington) насељено је место без административног статуса у америчкој савезној држави Вермонт.

## Демографија
По попису из 2010. године број становника је 9.074, што је 94 (-1,0%) становника мање него 2000. године.
| Група             | 2000.         | 2010.         |
| Белци             | 8.847 (96,5%) | 8.631 (95,1%) |
| Афроамериканци    | 47 (0,5%)     | 93 (1,0%)     |
| Азијати           | 93 (1,0%)     | 53 (0,6%)     |
| Хиспаноамериканци | 86 (0,9%)     | 154 (1,7%)    |
| Укупно            | 9.168         | 9.074         |